# Rhadinopus
Rhadinopus là một chi thực vật có hoa trong họ Thiến thảo (Rubiaceae).

## Loài
Chi Rhadinopus gồm các loài: